# Akbar Hashemi Rafsanjani
Akbar Hashemi Rafsanjani (1934-2017) là giáo sĩ Hồi giáo, chủ tịch Hội đồng Chuyên gia Iran, chủ tịch Quốc hội đầu tiên của Cộng hòa Hồi giáo Iran và là Tổng thống Iran từ năm 1989 đến năm 1997.
Rafsanjani sinh năm 1934, là con thứ hai trong gia đình 9 người con của một giáo sĩ địa phương ở thị trấn Rafsanjan, tỉnh Kerman.
Năm 1947 Rafsanjani đến thành phố Qom thọ giáo Ruhollah Khomeini (tức đại giáo chủ Khomeini sau này) về giáo lý đạo Hồi, luật và đạo đức Hồi giáo. Sau đó ông nhanh chóng trở thành một nhân vật quan trọng dưới trướng của đại giáo chủ Khomeini. Rafsanjani nói được cả tiếng Anh lẫn tiếng Ả rập và là tác giả của một số cuốn sách, trong đó có cuốn Lịch sử Palestine (The Story of Palestine).
Từ năm 1964 đến 1979 Rafsanjani đã từng bị bắt bỏ tù 5 lần vì các hoạt động chống lại chính quyền.
Sau cuộc Cách mạng Hồi giáo 1979 Rafsanjani trở thành người đồng sáng lập đảng Cộng hoà Hồi giáo (đảng có vai trò chủ chốt trong chính trường Iran cho tới khi giải tán năm 1987 sau các cuộc xung đột nội bộ)
Năm 1980 đến 1989 Rafsanjani là Chủ tịch Quốc hội đầu tiên của Nhà nước Cộng hòa Hồi giáo Iran.
Năm 1985, Rafsanjani đóng vai trò chính trong việc dàn xếp vụ đổi vũ khí lấy con tin tại Liban.
Năm 1988, năm cuối của cuộc chiến tranh Iran-Iraq, ông được lãnh tụ Tối cao Khomeini bổ nhiệm làm Tư lệnh Quân đội Iran.
Ngày 17 tháng 8 năm 1989, Rafsanjani được bầu làm Tổng thống Iran và giữ chức vụ này trong 2 nhiệm kỳ. Ở cương vị tổng thống ông đã nỗ lực thúc đẩy việc thiết lập lại quan hệ với phương Tây và xây dựng Iran như một cường quốc trong khu vực.
Cũng năm 1989, ông được bầu vào Hội đồng cố vấn (Hội đồng Cố 
vấn có nhiệm vụ cố vấn lãnh tụ tối cao Ali Khamenei vạch ra các chính sách đối nội và đối ngoại của Iran).
Năm 2005 Rafsanjani thất bại trong cuộc tái tranh cử tổng thống Iran và ảnh hưởng của ông trong giới lãnh đạo xuống dốc chưa từng có, những lời cố vấn của ông không được lãnh tụ tối cao Khamenei lưu tâm.
Tháng 12 năm 2006, Rafsanjani được bầu vào Hội đồng chuyên gia (Hội đồng chuyên gia là một cơ quan quyền lực chi phối việc điều hành đất nước của Tổng thống và Chính phủ Iran) và dần dần trở lại nắm quyền hành.
Ngày 4 tháng 9 năm 2007 Rafsanjani trở thành chủ tịch Hội đồng Chuyên gia Iran và sự kiện này được đánh giá là một diễn biến quan trọng ở Iran.